# سیلوریوس

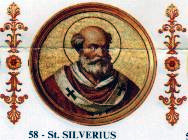

پاپ سیلوریوس (به انگلیسی: Pope Silverius) یکی از پاپ‌های کلیسای کاتولیک رم بود که بین سال‌های ۵۳۶ تا ۵۳۷ میلادی پاپ بود.